# Kronologija Domovinskog rata: travanj 1995.

### 1. travnja
- Vijeće sigurnosti UN-a jednoglasno donijelo rezoluciju broj 981, 982 i 983, kojima se određuje budućnost mandata snaga UN-a u Hrvatskoj, BiH i Makedoniji, prema kojima će UN-CRO u Hrvatskoj ostati osam mjeseci.[1]
- Rezolucija 981 o novom mandatu snaga UN-a za Hrvatsku najsnažniji je politički dokument kojeg je donijelo Vijeće sigurnosti u korist Republike Hrvatske, rekao ministar vanjskih poslova RH dr. Mate Granić po povratku iz New Yorka u Zagreb.[1]
- U Sarajevskom sjedištu zaštitnih snaga priopćeno da su postrojbe Fikreta Abdića i Srba iz okupiranih dijelova Hrvatske izvele jači pješački napad prema položajima Armije BiH istočno od Velike Kladuše, ali crtu razdvajanja nisu uspjeli pomaknuti.[1]

### 2. travnja
- Nakon dugog zatišja, bosanski Srbi su iz smjera srušenog mosta kod Slavonskog Broda snajperskim hicima napali ophodnju hrvatske granične policije.[1]
- Vlasti bosanskih Srba na Palama odbile dopustiti prelazak osam od 17 planiranih konvoja UNPROFOR-a, koji su trebali opskrbiti plave kacige u različitim dijelovima BiH.[1]

### 3. travnja
- Većina Srba iz okupiranih hrvatskih područja koji prođu nadzornu postaju hrvatske policije na auto-cesti kod Dragalića stanovnici su Okučana, no njihovi vođe preko lokalnih radiopostaja pokušavaju ih odvratiti od odlazaka u Novu Gradišku, tvrdeći kako je nuđenje Domovnice Srbima najveća uvreda.[1]
- Veleposlanik SAD Peter W. Galbrait obišao najjužniju točku Hrvatske, poluotok Prevlaku, i tom prigodom napomenuo da je još uvijek nužna prisutnost UN-a na Prevlaci.[1]
- Predsjednik Ujedinjenih Arapskih Emirata sultan al-Nahyane darovao sedam milijuna dolara pomoći bosanskim Muslimanima.[1]

### 4. travnja
- SAD se zalaže za što dulje produženje prekida vatre u BiH, usprkos tome što očekuju snažno protivljenje vlade u Sarajevu, jer, kako se ističe, Muslimani su vojno ojačali i po vlastitim gledištima ne mogu ostati pri neravnomjernoj podjeli zemlje u odnosu 70 prema 30 u korist Srba.[1]
- Veleposlanik BiH u Švicarskoj Muhamed Filipović ocijenio da će srpski predsjednik Slobodan Milošević, s kojim se sastao u Beogradu 22. i 23. ožujka, uskoro priznati BiH.[1]
- General bojnik John Sevall, specijalist za pitanje europske sigurnosti, imenovan posebnim savjetnikom američkog državnog tajnika Warrena Christophera za vojna pitanja u BiH.[1]

### 5. travnja
- Na bojištima u BiH Srbi pojačavaju napade, a najžešće su napadali na oraško-šamačkom i kupreško-livanjskom bojištu.[1]
- Komisija eksperata UN podnijela Vijeću sigurnosti izvješće o povredama međunarodnog prava u bivšoj Jugoslaviji sa zaključkom kako se radi o zločinima protiv čovječnosti.[1]
- Rusija je od Republike i Federacije BiH zatražila 94 milijuna dolara za isporučene količine plina u ratnom razdoblju, a kojeg su koristili i Srbi na okupiranom teritoriju BiH, kao i Srbi u Srbiji kroz koju prolazi dio plinovoda.[1]
- Preko Albanije i Crne Gore, te dalje do Karadžićevih četnika, šverca se nafta - tvrdi talijanski diplomat Antonio Napolitano, koji u ime Ujedinjenih naroda i Organizacije za europsku sigurnost i suradnju (OESS) nadzire primjenu sankcija protiv Jugoslavije.[1]

### 6. travnja
- Rezolucija broj 981 Vijeća sigurnosti UN ministar obrane Republike Hrvatske Gojko Šušak ocijenio kao jednu veću političku pobjedu i kao put prema konačnom rješenju, jer su u njoj uglavnom svi čimbenici koji bi trebali omogućiti Hrvatskoj da vrati svoja okupirana područja.[1]
- U okupiranom dijelu istočne Slavonije Srbi su ograničili kretanje pripadnicima mirovnih snaga UN-a, i to naročito blizu vojnih objekata, što ograničava ionako slabo djelovanje plavih kaciga.[1]
- Grčki i bugarski ministri vanjskih poslova, Karlos Papuljas i Georgi Pirinski, zatražili ukidanje sankcija protiv Srbije i Crne Gore, zbog, kako su naveli, štete koju trpe njihova gospodarstva.[1]

### 7. travnja
- Onog trenutka kada snage UNCRO-a stanu na granice Republike Hrvatske - cijeli prostor postaje integralna cjelina u smislu pravnog sustava, rekao ministar unutarnjih poslova RH Ivan Jarnjak glede Rezolucije 981.[1]
- U Londonu potpisan ugovor Zagrebačke i Europske banke o kreditu od 56 milijuna maraka, što je prvi kredit EBRD-a nekoj financijskoj ustanovi u Hrvatskoj i prvi zajam privatnom poduzetništvu.[1]
- Srpske postrojbe nastavljaju uzduž cijele crte razgraničenja otvarati jaku vatru na položaje usorske pukovnije HVO-a.[1]
- Prema izvješću radio Okučana o sjednici skupštine Okučani i vijeća za zapadnu Slavoniju, tamošnje samozvane vlasti predložile da se zatvore svi izlazi i ulazi na dionici auto-ceste koja prolazi kroz taj okupirani dio Hrvatske.[1]
- Službena Tirana priopćila da je zaustavljeno krijumčarenje nafte i benzina, usprkos izvještajima o konstantnom kršenju embarga na albansko-crnogorskoj granici.[1]
- Predsjednik Predsjedništva BiH Alija Izetbegović izrazio osobnu nesklonost produljenju primirja u BiH, čiji se rok završava 30. o.m.[1]
- Novosadski dvotjednik SVET objavio intervju s Dobroslavom Paragom, koji kaže da je definitivno odlučio da se preseli i živi u Sarajevu, odakle će se i dalje boriti za svoju poziciju u Hrvatskoj.[1]

### 8. travnja
- Na trećoj konferenciji Zajednice prognanika Hrvatske, održanoj u Zagrebu, za predsjednika Zajednice izabran Mato Šimić.[1]
- Zamjenik ministra vanjskih poslova RH dr. Ivo Sanader uložio oštar prosvjed otpravniku poslova Ureda SR Jugoslavije u Zagrebu Draganu Veselinoviću, zbog distribucije propagandnog materijala koji lažno govori o kršenju ljudskih prava u Hrvatskoj.[1]
- Izaslanstvo Ministarstva obrane Republike Hrvatske, s načelnikom Glavnog stožera Hrvatske vojske generalom Jankom Bobetkom na čelu, otputovalo u posjet turskim oružanim snagama.[1]

### 9. travnja
- Ministra u Vladi RH Zlatka Matešu primio u Jeruzalemu, glavnom gradu Izraela, ministar gospodarstva Shi˘on Shitrit, potom je ministar Mateša posjetio Muzejsko središte za istraživanje holokausta, gdje je u ime Vlade položio vijenac.[1]
- Zaštitne snage UN priopćile da su bosanski Srbi odgovorni za napad na američki zrakoplov u sarajevskoj zračnoj luci, jer da je pucano s položaja na Ilidži.[1]

### 10. travnja
- Promet auto-cestom Zagreb-Lipovac kroz okupirano područje zapadne Slavonije odvija se bez zastoja i ograničenja, tako je proteklog vikenda zabilježena brojka od 4.422 vozila koja su prevezla 13.050 osoba.[1]
- Nakon više zahtjeva hrvatskih dužnosnika i institucija HR Herceg Bosne da se sazna istina o sudbini general-bojnika Vlade Šantića, konačno je Glavni stožer Armije BiH pokrenuo istragu protiv osumnjičenih pripadnika voda vojne policije Armije BiH.[1]

### 22. travnja
- Predsjednik Republike Hrvatske dr. Franjo Tuđman prihvatio poziv francuskog predsjednika Francoisa Mitterranda da 8. svibnja u Parizu sudjeluje u obilježavanju 50. obljetnice pobjede nad fašizmom u Europi, a također je pozvan da 7. svibnja bude gost na britanskoj komemoraciji završetka II. svjetskog rata Pobjeda u Europi.[2]
- Kninske vođe zaprijetile zatvaranjem auto-ceste kroz zapadnu Slavoniju.[2]
- Vijeće sigurnosti UN-a prihvatilo Nacrt rezolucije 988, o produljenju ublaženog režima sankcija protiv SR Jugoslavije.[2]

### 23. travnja
- Radovan Karadžić odbio razgovarati s predstavnicima UN-a, te izjavio kako će razmisliti hoće li biti obnovljen humanitarni zračni most za Sarajevo.[2]
- Usprkos srpskim prijetnjama da će je zatvoriti za promet, na auto-cesti Zagreb-Lipovac susrelo se više od 5.000 ljudi.[2]

### 24. travnja
- Na okupiranom dijelu auto-ceste Zagreb-Lipovac Srbi blokirali promet.[2]
- Hrvatske vlasti zahtijevaju da se auto-cesta otvori najkasnije do ujutro u 6 sati, a, kako je naglasio Hrvaoje Šarinić u razgovoru s Yasushijem Akashijem, ako do toga roka srpski ekstremisti i UNCRO ne uklone zapreke, hrvatske će redarstvene snage same izvršiti tu zadaću.[2]
- Četnici iz okupirane Bosanske Posavine i dalje provociraju čestim puškaranjima, ovog su puta pucali na ophodnju granične policije u blizini sela Zbjeg.[2]
- Srpska vojska topovima napala civilne ciljeve na oslobođenom brčanskom području, a otvaraju i žestoku vatru na položaje HVO-a na Boderištu, kao i na položaje Armije BiH na Vranovači.[2]
- Prvi put službeno priopćenje (glasnogovornik Suda za ratne zločine u Haagu) da su za ratne zločine osumnjičeni Radovan Karadžić i srpski general Ratko Mladić u Beogradu nije izazvalo nikakve reakcije.[2]
- Mađarski izvori, pozivajući se na neimenovane informatore iz UN-a, najavljuju veliku ofenzivu bosanskih Srba na Srebrenicu i Goražde po isteku primirja, za tjedan dana.[2]
- Duško Tadić, Srbin optužen za ratne zločine, odvezen je iz Münchena u Den Haag, kako bi se mogao pojaviti pred Međunarodnim sudom za ratne zločine.[2]

### 25. travnja
- U Dubrovniku se sastala izaslanstva Republike Hrvatske i Republike Crne Gore kako bi, u sklopu zajedničke međudržavne komisije, razmotrili pitanja u vezi s Prevlakom - u radu zajedničke komisije sudjelovali i predstavnici UN-a koje je predvodio Yasushi Akashi.[2]
- Siguronosno stanje na pakračko-lipičkom području u posljednje vrijeme složenije, rekao Nikola Ivkanec, zapovjednik pakračke policije.[2]
- Školski udžbenik Poznavanje društva, autora Envera Imamovića i Joze Bošnjaka, izdan u Sarajevu, učeničke četvrtih razreda uči da su Hrvate u Bosnu naselili Turci te da su Hrvati ustaše i istrebljivači Muslimana-Bošnjaka.[2]
- Bosanski vođa Srba Radovan Karadžić, kako piše njemački Die Welt, zaprijetio trećim svjetskim ratom ako međunarodna zajednica ne prizna srpsku državu u Hrvatskoj.[2]
- Hrvatsko izaslanstvo pod vodstvom dr. Žarka Domjana u Strasbourgu, na sjednici parlamentarne skupštine Vijeća Europe, iznijelo nezadovoljstvo sporošću procedure primanja Hrvatske u Vijeće Europe.[2]
- Izvršni direktor Međunarodne helsinške federacije za ljudska prava Aron Rhodes izrazio zabrinutost stanjem ljudskih prava u tzv. Jugoslaviji, jer, kako govore izvještaji raznih međunarodnih udruga, ta se država rukovodi načelima vladavine policije i bezakonja.[2]

### 26. travnja
- Kontaktna skupina se nada, izjavio Krešimir Zubak, predsjednik Federacije BiH, da će Srbija i Crna Gora priznati BiH i Hrvatsku, ali Milošević traži da dio buduće unije BiH s većinskim srpskim pučanstvom ima mogućnost konfederalnog povezivanja sa SRJ.[2]
- Na području koje kontrolira HVO počela raditi federalna policija, koja će svoje djelatnosti obavljati na relaciji Doljani-Kovačani-Blinje-Kreševo-Kiseljak-Visoko, te Brezovo Polje-Žepče-Crni Vrh-Usora.[2]
- Na zaštićeno bihaćko područje proteklog dana i noći Srbi ispalili 15 granata, od kojih je deset pogodilo samo središte grada, a prema izvješćima UNPROFOR-a teže je ranjeno dvoje civila.[2]
- Prema ocjeni predstavnika UNPROFOR-a, akcije bosanske vojske kompliciraju stanje unutar zaštićenog bihaćkog područja, naime, po svemu sudeći, Peti korpus Armije BiH oštetio je radarska postrojenja na planini Plješevici.[2]
- Međunarodni sud za ratne zločine počinjene na prostoru bivše Jugoslavije počeo u Den Haagu prvo suđenje preslušavanjem bosanskog Srbina Dušana Tadića, čuvara u koncentracijskom logoru u Omarskoj.[2]

### 27. travnja
- Potpredsjednik vlade i ministar vanjskih poslova Republike Hrvatske dr. Mate Granić otputovao iz Zagreba u New Delhi, to je prvi službeni posjet Indiji jednog visokog hrvatskog dužnosnika.[2]
- U Okučanima boravili Milan Martić i zapovjednik srpske paravojske general Milan Čeleketić, gdje su mještanima na zboru govorili kako otvaranje auto-ceste i odlazak Srba izvan okupiranih dijelova Hrvatske dovodi u pitanje suverenitet i legitimitet njihove samozvane države.[2]
- Odjel za informiranje Političke uprave Ministarstva obrane HR Herceg Bosne priopćilo da su pripadnici 108. brigade HVO-a, zajedno s pripadnicima 215. i 211. brigade Armije BiH, u silovitom protunapadu potisnuli srpsku vojsku s ulaza u Boderište i Vranovaču.[2]
- Europski parlament na plenarnoj sjednici većinom glasova prihvatio prijedlog Europske komisije za uključivanje Republike Hrvatske u programe PHARE.[2]

### 28. travnja
- Veleposlanik Hrvatske pri OESS u Beču Darko Bekić govorio pred Stalnim odborom o beogradskom pamfletu, u kojemu ambasada Jugoslavije u Beču piše kako srpski narod stoljećima živi na teritoriju tzv. krajine i da se stoga ne može smatrati agresorom protiv vlastite zemlje.[2]

### 29. travnja
- Dosadašnji glavni tajnik HDZ BiH Pero Marković razriješen te dužnosti, a na njegovo mjesto izabran Zdenko Ćosić.[2]

### 30. travnja
- Slovenski predsjednik Milan Kučan smatra da obnova nikakve Jugoslavije nije moguća.[2]
- Vijeće sigurnosti usvojilo Rezoluciju 990 o raspoređivanju snaga UNCRO u Hrvatskoj.[2]